# Sergei Tumasyan
Sergei Aleksandrovich Tumasyan (tiếng Nga: Серге́й Александрович Тумасян; sinh 31 tháng 1 năm 1990) là một cầu thủ bóng đá Nga gốc Armenia, thi đấu cho Nõmme Kalju.
Anh là em trai của Denis Tumasyan và con trai của Aleksandr Tumasyan.

## Sự nghiệp
Tumasyan ra mắt chuyên nghiệp cho FC Rostov ngày 13 tháng 7 năm 2010 trong trận đấu tại Cúp bóng đá Nga trước FC Salyut Belgorod.